# São Miguel de Taipu
São Miguel de Taipu är en kommun i Brasilien.   Den ligger i delstaten Paraíba, i den östra delen av landet, 1 700 km nordost om huvudstaden Brasília. Antalet invånare är 6 696.
Omgivningarna runt São Miguel de Taipu är en mosaik av jordbruksmark och naturlig växtlighet. Runt São Miguel de Taipu är det ganska tätbefolkat, med 62 invånare per kvadratkilometer.